# Okręty podwodne typu U-19
Okręty podwodne typu U-19 – cztery niemieckie dwukadłubowe okręty podwodne, zbudowane w latach 1911–1913 dla Kaiserliche Marine w stoczni Kaiserliche Werft w Gdańsku. Okręty tego typu były pierwszymi U-Bootami wyposażonymi w silniki Diesla oraz pierwszymi wyposażonymi w działa pokładowe. Przedostatni okręt tego typu – U-21 pod dowództwem Otto Hersinga – był pierwszym w I wojnie światowej okrętem podwodnym który zatopił okręt przeciwnika, pierwszym też okrętem w historii który zatopił wrogą jednostkę przy pomocy torpedy. U-20 zaś został pierwszym okrętem podwodnym który zatopił pasażerski transatlantyk.
Okręty podwodne typu U-19 były oceanicznymi jednostkami wypierającymi 650 ton w położeniu nawodnym oraz 837 ton pod wodą, o długości 64,15 metra, które napędzane były w położeniu nawodnym przez dwa silniki Diesla o mocy 850 KM każdy oraz dwa silniki elektryczne o mocy 600 KM każdy w zanurzeniu. Wyposażone były w dwie wyrzutnie torpedowe kalibru 50 cm na dziobie oraz dwie o takiej samej średnicy na rufie. Każda jednostka tego typu mogła przenosić sześć torped G/7, w 1917 roku U-19 wyposażony został w pojedyncze działo kalibru 10,5 cm, rok wcześniej natomiast pozostałe jednostki tego typu otrzymały jedno bądź dwa działa o średnicy 8,8 cm.
U-20 został porzucony a następnie zatopiony 5 listopada 1916 roku, załoga U-19 poddała okręt 24 listopada 1918 roku, U-22 został poddany 1 grudnia 1918 roku, zaś U-21 zatonął 22 lutego 1919 roku.

## Budowa i konstrukcja
SM U-29 był ostatnim niemieckim okrętem podwodnym zwodowanym przed wybuchem I wojny światowej. Pierwsze 16 niemieckich jednostek tej klasy zostało wyposażone w silniki benzynowe, które jednak uważane były za zbyt niebezpieczne w morzu, ich białe gazy spalinowe były zaś wyraźnie widoczne podczas rejsu na powierzchni. W tym czasie napędzane ciężkim olejem napędowym silniki z zapłonem samoczynnym oferowały pracę bez emisji wyraźnie widocznych spalin w oparciu o mniej lotne paliwo. Niemiecki Inspektorat Torped (TI) poszukiwał więc sposobów zaopatrzenia okrętów podwodnych w silniki Diesla już od 1905 roku, jednak dostępne w tym czasie jednostki napędowe nie były wystarczająco lekkie i niezawodne. Z powodu opóźnień w programie silników działających w oparciu o olej napędowy, wiosną 1910 roku TI dokonał zamówienia dwóch okrętów typu U-17 z silnikami  wykorzystującymi w charakterze paliwa parafinę. Jeszcze jednak latem tego samego roku w oddziale MAN w Augsburgu ukończono testy czterosuwowego silnika Diesla, który konkurował z dwusuwowym silnikiem Germaniawerft z Kilonii. Mimo pewnych wad, dwusuwowy silnik diesla zapewniał – jak wówczas uważano – większy od jednostki czterosuwowej potencjał rozwojowy, toteż 25 listopada 1910 roku TI przyznała stoczni Kaiserliche Werft Danzig kontrakt na budowę czterech okrętów podwodnych z silnikiem MAN według projektu zbliżonego do konstrukcji jednostek U-17, natomiast 18 marca 1911 roku Germaniawerft otrzymała kontrakt na budowę czterech okrętów typu U-23 z silnikiem dwusuwowym. Konkurencyjny rozwój lekkich silników Diesla w MAN i Germaniawerft zapewnił Niemcom operacyjne okręty podwodne z silnikami Diesla w znacznie krótszym czasie niż miało to miejsce na przykład we Francji, która testy tego rodzaju jednostek napędowych rozpoczęła już w 1903 roku, jednak po wielu niepowodzeniach i wypadkach, powróciła do wykorzystywania w swoich okrętach podwodnych napędu parowego.
25 listopada 1910 roku Inspektorat Torped zawarł ze stocznią w Gdańsku kontrakt na budowę czterech jednostek nowego typu, wobec czego 10 listopada 1912 roku zwodowany został okręt prototypowy SM U-19, osiem dni później na wodę spuszczony został SM U-20, SM U-21 został zwodowany 8 lutego 1913 roku, zaś 6 marca 1913 roku zwodowany został SM U-22.

### Konstrukcja

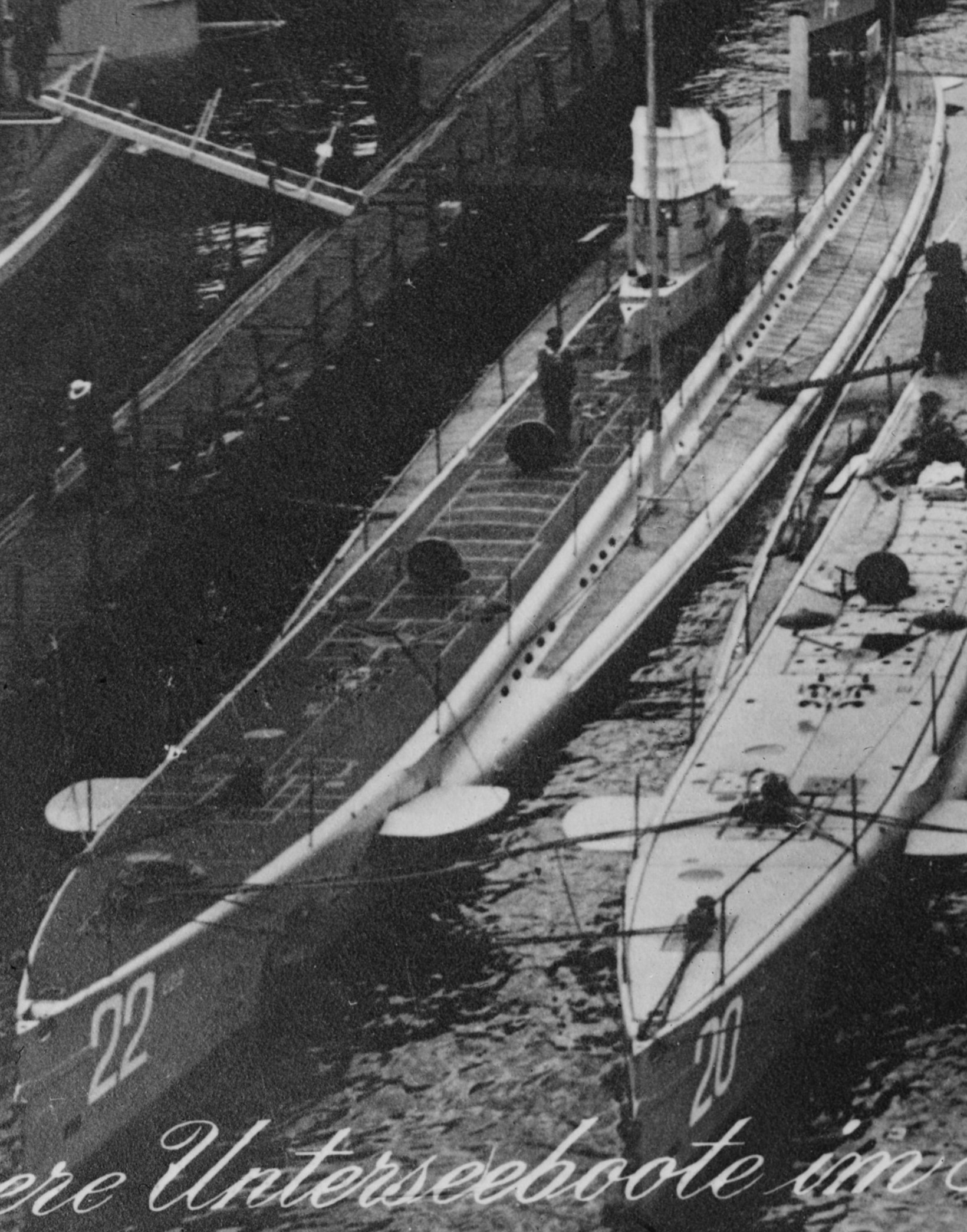
Niemiecki U-22 w Kilonii 17 lutego 1914 roku. Widoczne typowe dla wczesnych niemieckich okrętów podwodnych dwa płaskie pokłady. Zdjęcie zostało zrobione dwa lata przed instalacją dwóch dział pokładowych 88 mm.

Jednostki tego typu zostały zbudowane w architekturze dwukadłubowej z wypornością na powierzchni 650 ton oraz 837 ton w zanurzeniu. Długość całkowita okrętów wynosiła 64,15 metra, szerokość 6,1 metra, zanurzenie zaś sięgało 3,58 metra. Kadłub lekki zachował typowy dla okrętów podwodnych tego czasu kształt zoptymalizowany do pływania nawodnego z pionową stewą dziobową, płaskim pokładem i kioskiem umieszczonym pośrodku długości kadłuba. Jak wszystkie wczesne niemieckie jednostki, okręty typu U-19 miały dwa płaskie zewnętrzne pokłady, z górnym pokładem dodanym ponad kadłubem sztywnym. Pokłady te służyły jako platformy robocze dla załogi okrętów.

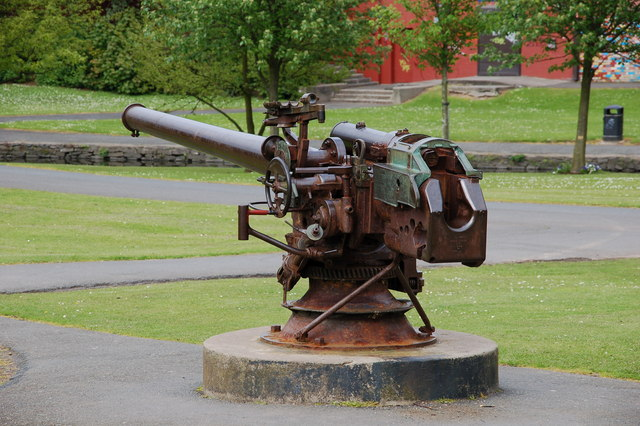
Zdjęte z U-19 działo 10,5 cm w ekspozycji muzeum w Bangor.

Jednostki te po raz pierwszy w niemieckiej flocie podwodnej otrzymały silnik Diesla jako źródło energii – dwie jednostki napędowe MAN SM6x400 o mocy 850 shp każdy, napędzały dwa silniki elektryczne AEG o mocy 880 kW, które podczas rejsu na powierzchni pracowały także jako generatory ładujące akumulatory. W przeciwieństwie do dwusuwowych silników Germaniawerft, czterosuwowe silniki Diesla dostarczone przez MAN, okazały się bardzo niezawodne w eksploatacji, i były uważane za udane jednostki napędowe, choć były trudne do instalacji w czasie budowy i mało dostępne w trakcie eksploatacji. Zasięg nawodny tych okrętów wynosił 9700 mil morskich przy prędkości 8 węzłów oraz 80 mil w położeniu podwodnym przy prędkości 5 węzłów. Jednostki U-19 zdolne były do rozwinięcia prędkości 15,4 węzła na powierzchni, zaś ich maksymalna prędkość podwodna wynosiła 9,5 węzła.
Uzbrojenie okrętu stanowiło sześć torped parogazowych G/7 o średnicy 50 cm, możliwych do wystrzelenia z dwóch wyrzutni torpedowych na dziobie oraz dwóch na rufie kalibru 500 mm. Torpedy G/7 o długości 702 cm wyposażone były w głowicę z ładunkiem wybuchowym o masie 195 kg. W 1917 roku U-19 wyposażony został w pojedyncze działo kalibru 10,5 cm, rok wcześniej natomiast pozostałe jednostki tego typu otrzymały jedno bądź dwa działa o średnicy 8,8 cm. Okręty tego typu zostały konstrukcyjnie przewidziane dla załogi składającej się z 35 osób, w tym czterech oficerów.

## Kalendarium służby
| 1914        | 1914 |
| ----------- | --- |
| 5 września  | U-21 zatopił krążownik HMS „Pathfinder”. Pierwszy w historii udany atak za pomocą torpedy, pierwszy udany atak na okręt niemieckiego okrętu podwodnego. |
| październik | U-20 wraz z U-29 przepływa La Manche, drogą na zachód i północ od Irlandii oraz Szkocji powraca do Niemiec. Pierwsze przejście U-Bootów wokół Wysp Brytyjskich. |
| 1915        | |
| 25 kwietnia | U-21 pod dowództwem kptlt Otto Hersinga wychodzi z Wilhelmshaven, jako pierwszy U-Boot w historii udając się na Morze Śródziemne. |
| 7 maja      | U-20 pod dowództwem kptlt Waltera Schwiegera zatapia brytyjski liniowiec pasażerski Lusitania, powodując śmierć 139 obywateli neutralnych Stanów Zjednoczonych. Pierwsze zatopienie dużego statku pasażerskiego. Incydent ma wpływ na przystąpienie tego kraju do wojny. |
| 27 maja     | U-21 na podejściach do Dardaneli na wschodzie Morza Śródziemnego zatapia brytyjski pancernik HMS „Majestic”. |
| 5 czerwca   | Dowodzący U-21 kptlt Otto Hersing, jako drugi dowódca U-Bootów otrzymuje Pour le Mérite. |
| 1916        | |
| 4 listopada | U-20 wpadł na brzeg koło Jutlandii, gdzie został wysadzony i porzucony przez załogę. |